# Lagisca nigra
Lagisca nigra är en ringmaskart som först beskrevs av Frickhinger 1916.  Lagisca nigra ingår i släktet Lagisca och familjen Polynoidae. Inga underarter finns listade i Catalogue of Life.